# Bud Spangler
Robert "Bud" Spangler (7 de diciembre de 1938 - 16 de enero de 2014) fue un percusionista de jazz, compositor, locutor de radio, productor musical y organizador de conciertos estadounidense. Comenzó su carrera musical en Detroit en 1960, con la producción bandas orientadas al R & B, blues y funk, y tambores para grupos de jazz. En la década de 1970, trabajó con Strata Records, Blue Note Records, y Tribe Records.
Desde que se trasladó al norte de California en la década de 1970, Spangler ha producido grabaciones nominadas al Grammy por artistas de jazz como Taylor Eigsti, Mark Levine, y Cedar Walton, y desde 1982 ha liderado conjuntamente y tamborileaba en el moderno conjunto de jazz Tom Peron-Bud Spangler Interplay Quartet. De 1991 a 2007 ayudó a crear y producir en Woodside, California, una serie de conciertos de Jazz en Filoli. Trabajó en una serie de estaciones de radio a partir de finales de 1950, en particular como anfitrión-productor de KCSM (FM) en San Mateo y KJAZ (FM) en San Francisco.

## Carrera
Spangler se mudó a Lansing, Míchigan a finales de 1950 para asistir a la Universidad Estatal de Míchigan. En esa época empezó a tocar la batería cerca de Detroit en Wyandotte, donde tuvo sus primeros conciertos con el saxofonista Dick Lozon. Él también se presentaba localmente mientras asistía a la escuela, gracias al Stan Kenton Summer Jazz Workshops en el estado de Míchigan, reunió neoyorquinos como el trompetista Marvin Stamm y el saxofonista Charlie Mariano. Presentó conciertos con ambos a nivel local y en las inmediaciones de Saugatuck.